# Krzysztof Zborowski
Krzysztof Zborowski (* 22. Mai 1982 in Nowy Targ) ist ein ehemaliger polnischer Eishockeytorhüter, der den Großteil seiner Karriere bei Podhale Nowy Targ in der Ekstraliga unter Vertrag stand.

## Karriere

### Club
Krzystof Zborowski begann seine Karriere in der Jugendabteilung von Podhale Nowy Targ aus seiner Geburtsstadt, für den er 2000 in der Ekstraliga debütierte. Mit dem Team aus der Woiwodschaft Kleinpolen gewann er 2004 und 2005 den polnischen Eishockeypokal und 2004 auch die Interliga. Nachdem er zu Beginn der Spielzeit 2006/07 nur noch in der zweiten Mannschaft des Klubs in der zweitklassigen I liga eingesetzt worden war, wechselte er zum KH Sanok, für den er eineinhalb Jahre spielte, ehe er 2008 zu seinem Stammverein zurückkehrte und mit dem er 2010 seinen ersten polnischen Meistertitel errang. Anschließend verließ er Nowy Targ zum zweiten Mal und schloss sich dem Ligarivalen Aksam Unia Oświęcim an. Während seiner Zeit dort wurde er 2011 für das All-Star-Spiel der Ekstraliga nominiert. 2012 wechselte er zum Zweitligisten Legia Warschau, wo er 2015 seine Karriere beendete.

### International
Für Polen nahm Zborowski im Juniorenbereich an der U18-B-Weltmeisterschaft 2000 und der U20-Weltmeisterschaft der Division I 2000 teil.
Für die Herren-Nationalmannschaft wurde er erstmals bei zur dato letzten Teilnahme der Polen an der Weltmeisterschaft der Top-Division 2002 nominiert, kam dort aber nicht zum Einsatz. Bei den Weltmeisterschaften 2003, als die Polen als Zweiter nur knapp den Wiederaufstieg verpassten, 2009, als er nach dem Italiener Thomas Tragust den zweitbesten Gegentorschnitt und nach Tragust und dem Ukrainer Kostjantyn Symtschuk die drittbeste Fangquote des Turniers erreichte, und 2010, als er nach dem Ungarn Zoltán Hetényi wie im Vorjahr den zweitbesten Gegentorschnitt und nach Hetényi und dem Briten Stephen Murphy erneut die drittbeste Fangquote des Turniers erreichte, spielte er in der Division I.

## Erfolge
- 2004 Polnischer Pokalsieger mit Podhale Nowy Targ
- 2004 Gewinn der Interliga mit Podhale Nowy Targ
- 2005 Polnischer Pokalsieger mit Podhale Nowy Targ
- 2010 Polnischer Meister mit Podhale Nowy Targ
- 2011 All-Star-Game der Polnischen Eishockeyliga